# Бахчисарайський державний історико-культурний заповідник
Бахчисара́йський істо́рико-археологі́чний музе́й — український музей, заснований у 1955 році в Криму на базі двох музеїв: палацу-музею та археологічного музею «печерних міст».
Датою заснування музею вважається 4 жовтня (за старим стилем), 17 жовтня (за новим) 1917 року (наказ № 57 Таврійського губернського комісара Тимчасового Російського уряду). На посаду директора було призначено Усеїна Боданінського — відомого кримськотатарського просвітителя. Відкритий для відвідування в 1917 р. Бахчисарайський музей тюрксько-татарської культури існував коштом міської управи та на пожертви.

## Фонди
Фонди налічують близько 50000 одиниць зберігання. Музей має археологічний та історичний відділи.
В археологічному відділі зібрані археологічні колекції, які відображають історію місцевих племен і народів, що населяли гірську частину Криму з часів кам'яної доби до татарської навали 13 століття.
Матеріали історичного відділу відбивають боротьбу українського народу з Кримським ханством за визволення північного Причорномор'я і Криму з-під турецько-татарського гніту. В експозицію включено художніх картини і скульптури майстрів 18—19 ст., полотна сучасних російських і українських художників, колекції зброї, монет, старовинних печаток, етнографічні матеріали та ін.
Музей проводить наукову і культурно-освітню роботу.

#### Музей історії та культури кримських татар
- Історичний відділ
- Етнографічний відділ

#### Музей археології та «печерних» міст
- Відділ археології
- Відділ «печерних» міст
- Відділ археології середньовічного міста

### Відділи заповідника
- Художній музей
- Дім-музей Ісмаїла Гаспринського
- Відділ фондів і реставрації
- Відділ екскурсійного обслуговування
- Відділ охорони культурної спадщини
- Історико-меморіальний музей «Поле Альмінської битви»

### Заплановані відділи
- Історико-археологічний музей «Салачик»
- Музей духовної культури «Ескі-Юрт»

## Директори
- Науменко Валерій Євгенійович (до 2014)
- Аблялімова Ельміра Наріманівна (2014)
- Мартинюк Вадим (з 2014)[2]

## Галерея

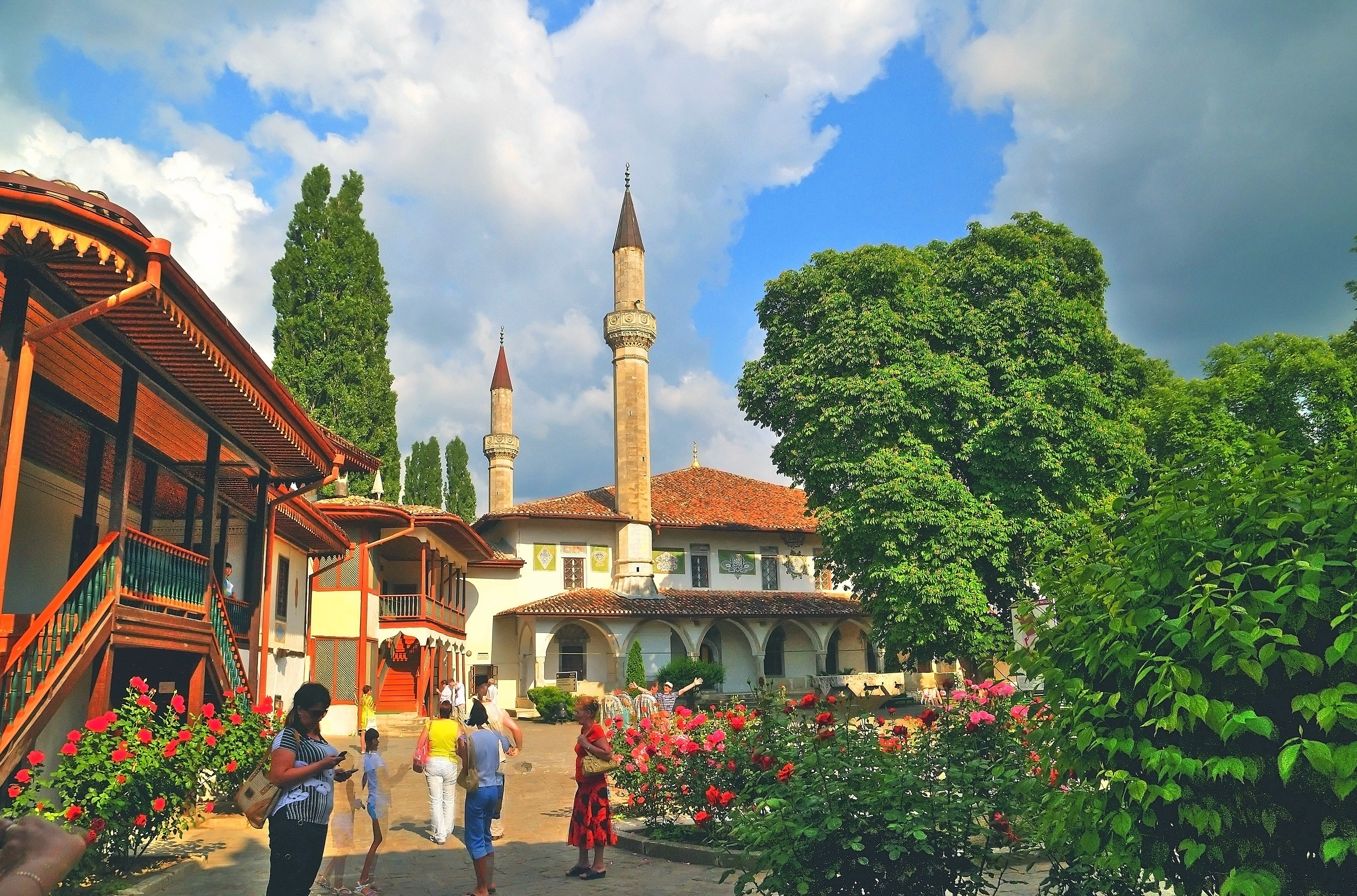
Двір ханського палацу
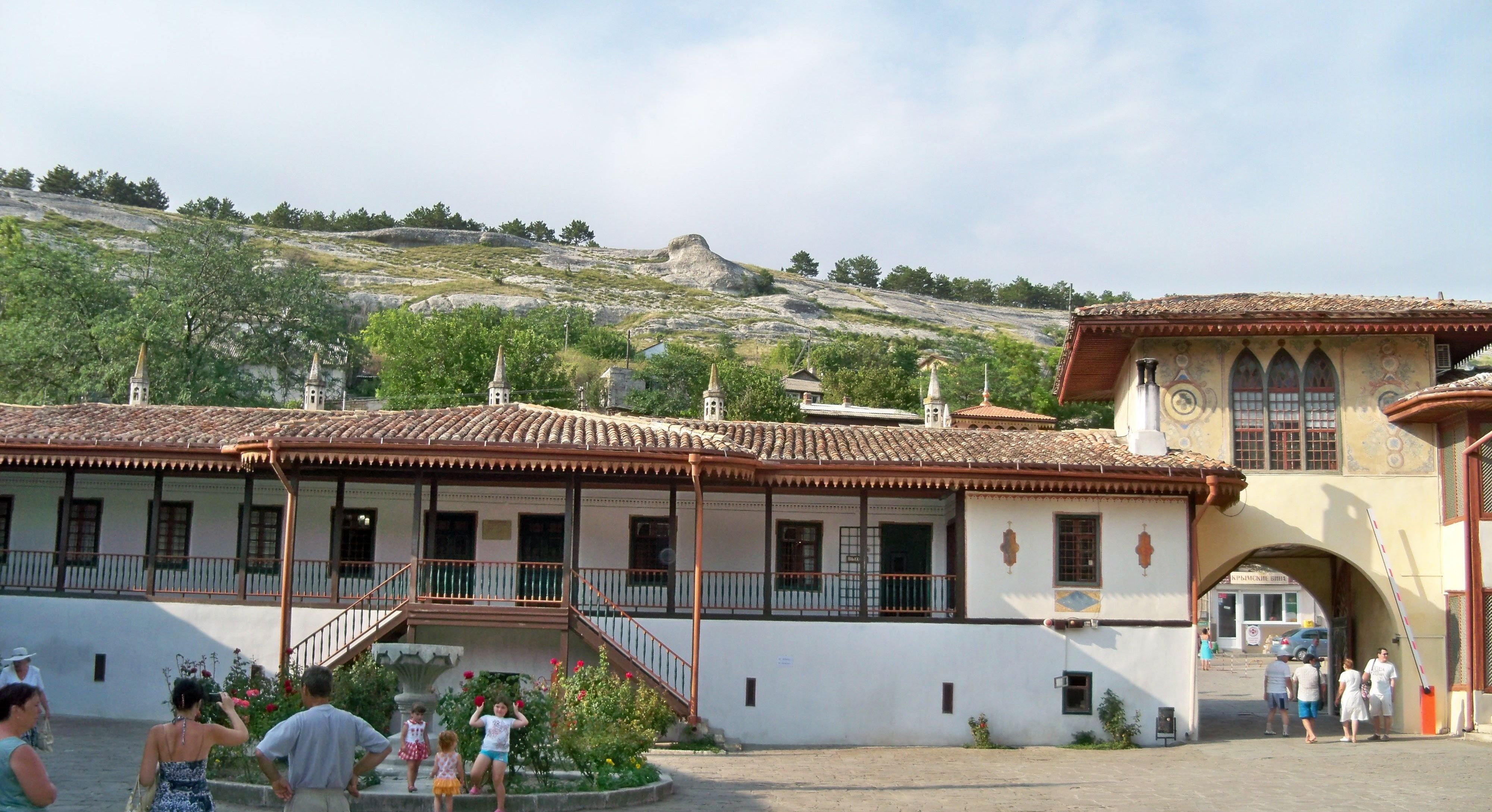
Графський (світський) корпус
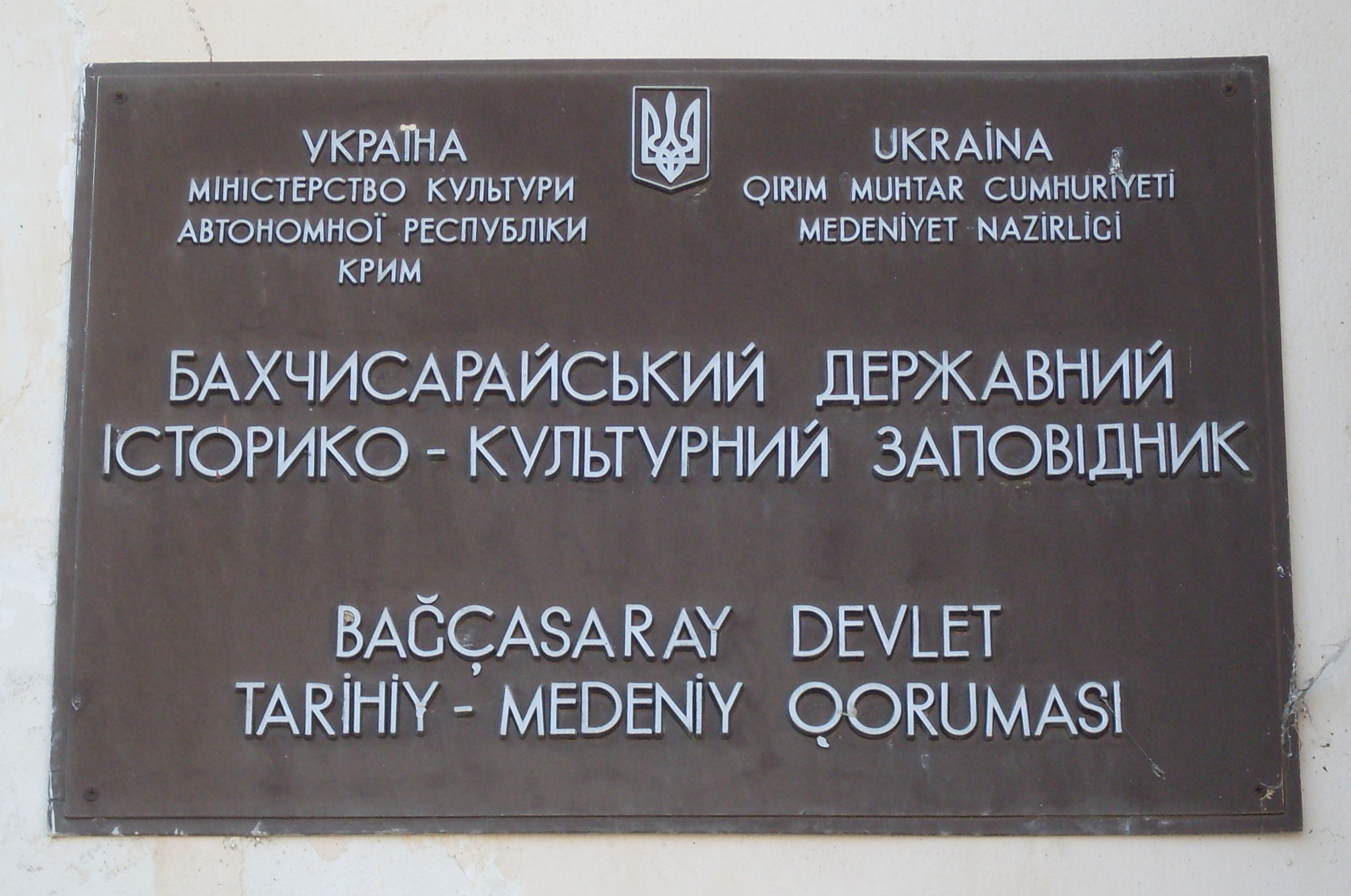
Двомовна українсько-кримськотатарська табличка при вході в Ханський палац в Бахчисараї
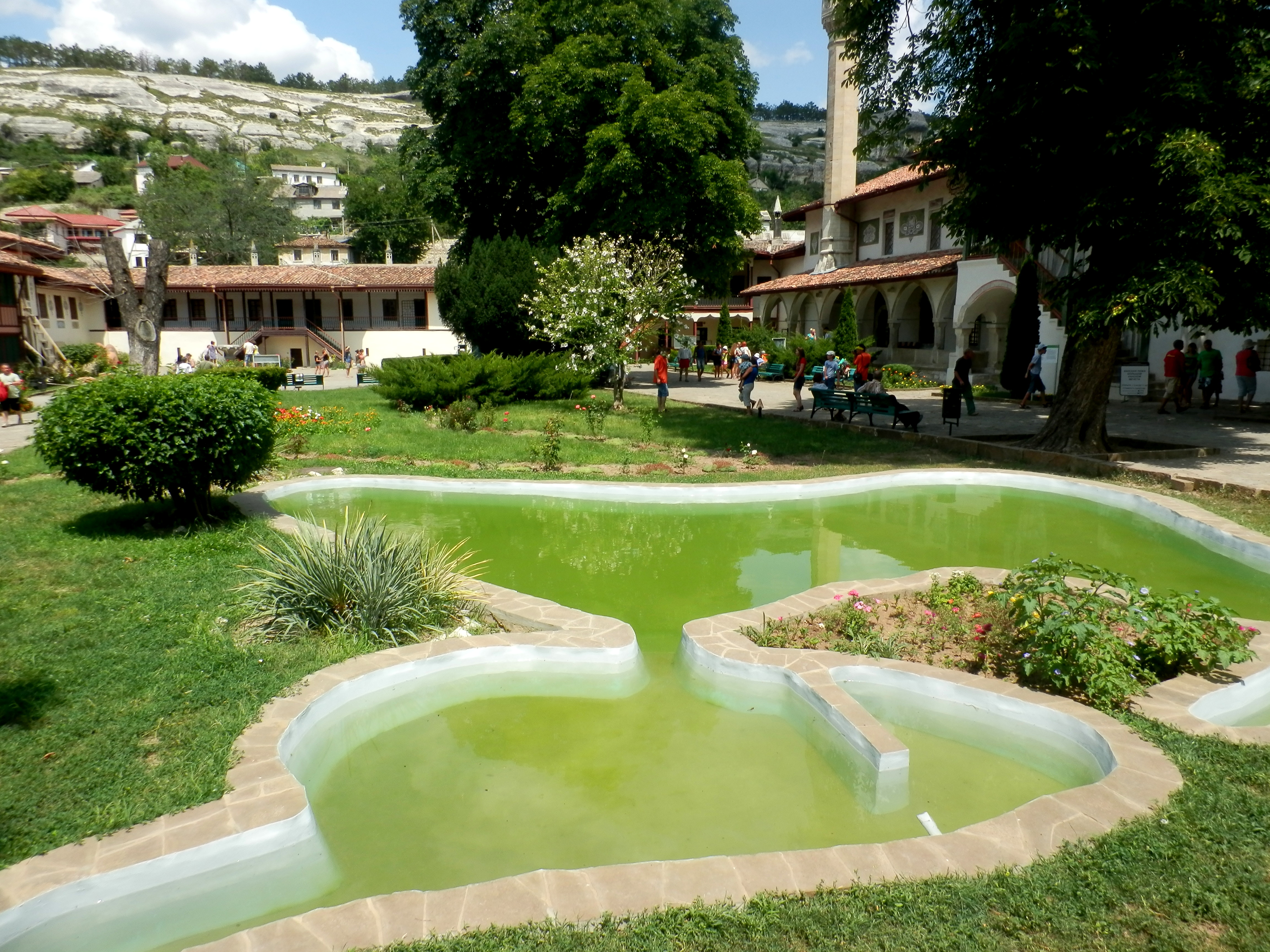
Сади і паркові споруди